# Alan Forsyth
Alan Forsyth né le 5 avril 1992 à Paisley, est un joueur de hockey sur gazon écossais et britannique. Il évolue au poste d'attaquant au HGC et avec les équipes nationales écossaise et britannique.

## Carrière

### Championnat d'Europe
- Top 8 : 2019

### Jeux olympiques
- Top 8 : 2020